# O
Oは、ラテン文字（アルファベット）の15番目の文字。小文字は o 。ギリシャ文字の Ο（オミクロン）に由来し、キリル文字の О と同系の文字である。

## 字形

筆記体

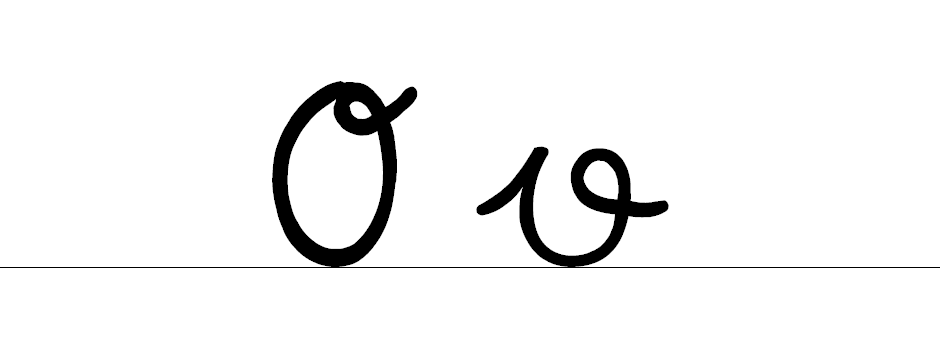
ジュッターリーン体

円である。従って、アラビア数字の 0（ゼロ）と同じ形（ホモグリフ）であり、タイプライターによっては 0（ゼロ）をこの字の大文字で代用することもあるが、現在のコンピューターでは別の文字として扱う。区別のために、0（ゼロ）に斜線を引いたり（斜線付きゼロ）、この字の大文字の上部に筆記体のようなヒゲを付けたりすることがある。
手で書く場合には円の頂点から反時計回りに円を描く。筆記体では、
1. 小文字では円の上部で他の文字と接続する。単独で書く場合や語の最後の場合にも、円の上部から右方に、次の字に続くかのように線を書く。
2. 大文字では、円を描いた後に円の上部内部に小さく円を描いて、外側の円の外に線を導く。

フラクトゥールでは、{\displaystyle {\mathfrak {O\ o}}}である。

## 呼称
- 羅・独・蘭・尼・日・エス：オー /oː/
- 伊・仏・西・越：オ /o/
- 英：オゥ /oʊ/[1]

## 音素
この文字が表す音素は、/o/ ないしその類似音である。
- イタリア語では、強勢位置では語によって円唇後舌狭半母音または円唇後舌広半母音、他の位置ではほぼその中間音で発音される。
- 英語では強勢が置かれる場合、大母音推移により、短音は /ɒ/、長音は /əʊ/ となる。強勢のない場合には曖昧母音化する。また、u の代わり（非円唇中舌狭め広母音）に用いられる。これは、綴字上縦に書かれる線（ミニム）の多かったものを、その見づらさを解消するために置き換えられたものである。

（例）luve→love, cume→come

## 長音
欧米語ではアルファベットの母音字を長音で発音する原則だが（例えばラテン語）、長短区別を持たない言語、二重母音とする言語もある。

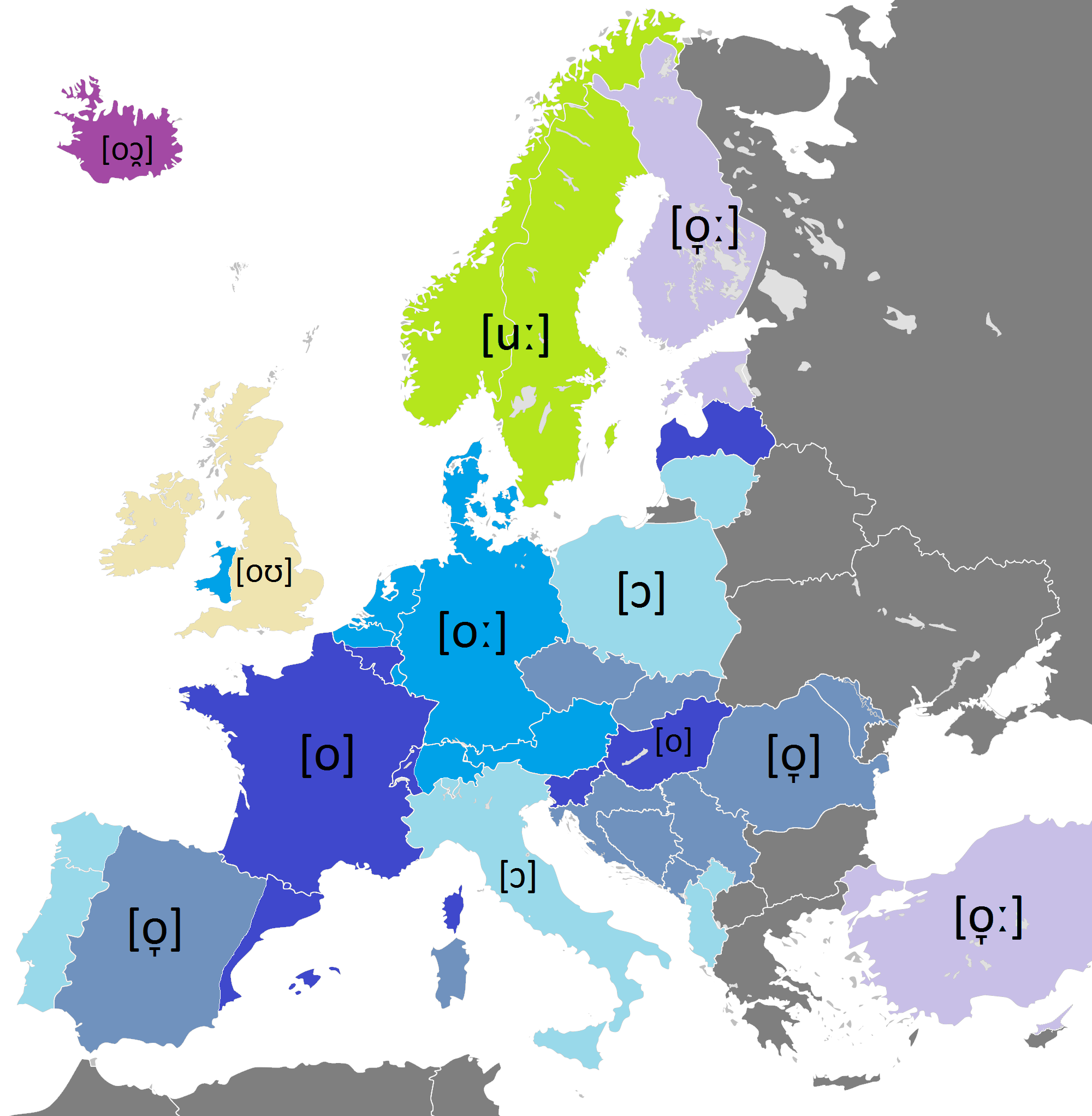
Pronunciation of the name of the letter o in European languages

## Oの意味
- 酸素の元素記号
- 座標の原点を表す記号。
- 円の中心を表す記号。
- ABO式血液型の1つ。O型。
- 文法で目的語 (object)。
- 数学で、大文字で用いて原点 (origin)、直交群 (orthogonal group)、零行列、小文字フラクトゥールで直交リー環、カリグラフ体などで代数体の整数環、正則関数の層、圏 O（英語版）、大文字太字 O で八元数の全体を表す。
- 8進数 (octet)
- 二十四を意味する数字。三十六進法など、二十五進法以上（参照: 位取り記数法#Nが十を超過）において二十四（十進法の24）を一桁で表すために用いられる。ただし、アルファベットの I と数字の 1 、およびアルファベットの O と数字の 0 が混同し易いために、アルファベットの I と O を用いないことがあり、この場合、J が十八、K が十九、…、N が二十二、P が二十三、Q が二十四を意味する。
- 計算複雑性理論や解析学で使われるランダウの記号（O 記法）
- 非SI接頭語（ジム・ブロワーズ (Jim Blowers) の提案）
  - オカ (ocha)(1054)（大文字）
  - オトロ (otro)(10−54)（小文字）
- 化学で、オルト (ortho) 位を o- で表す。
- O抗原 - 大腸菌の抗原のうち菌体抗原を指す。例・O157
- 鉄道のサインシステムにおいて、JR大阪環状線、近鉄長野線の路線記号として用いられる。
- 電気業界で沖電気を表す符丁
- Oゲージ鉄道模型またはOスケール - 1フィートを7mmとする縮尺1/43.5から、1フィートを1/4インチとする縮尺1/48までの模型の規格名称。
- 2001年のアメリカ映画→O (映画)
- 野球のテレビ中継画面や球場内電光掲示板における、アウトカウントの略表記 (Out)→アウト (野球)
- 日本のプロ野球チーム千葉ロッテマリーンズの前身球団「ロッテ・オリオンズ」の略号 (Orions)。
- 衣類のサイズ記号の1つ。L サイズより大きく、LL サイズと同義で使われる場合もある。
- 島みやえい子のアルバム。→O (島みやえい子のアルバム)
- ZONE のアルバム。→O (ZONEのアルバム)
- 大黒摩季のアルバム。→O (大黒摩季のアルバム)
- 東方神起のアルバム。→“O”-正・反・合
  - 上記のアーティストの楽曲。→miss you/“O”-正・反・合
- O (アルバム)
- O (ユジュのアルバム)
- 音楽ユニット。→O [ou]
- アイルランド系の英語姓の接頭語。オブライエン (O'Brien) やオニール (O'Neill) など。元来は「-の孫」「-の子孫」という意味。例えばO'Brienはブライエンの子孫（孫）の意。
- ウェブブラウザのOpera。CSS3のベンダープレフィックスでは"-o-"と記述する。

O は形が 0（ゼロ）と字体がほぼ同じで紛らわしいため、略号としての使用は避けられることも多い。
- 電気抵抗の大きさの単位オームの記号は長音のOに対応するギリシャ文字であるΩとしている。
- 都営地下鉄大江戸線の路線記号は頭文字のOでなく2番目のEを採用した。

## 符号位置
| 大文字 | Unicode | JIS X 0213 | 文字参照            | 小文字 | Unicode | JIS X 0213 | 文字参照            | 備考     |
| ------ | ------- | ---------- | ------------------- | ------ | ------- | ---------- | ------------------- | -------- |
| O      | U+004F  | 1-3-47     | &#x4F; &#79;        | o      | U+006F  | 1-3-79     | &#x6F; &#111;       |          |
| Ｏ     | U+FF2F  | 1-3-47     | &#xFF2F; &#65327;   | ｏ     | U+FF4F  | 1-3-79     | &#xFF4F; &#65359;   | 全角     |
| Ⓞ      | U+24C4  | ‐          | &#x24C4; &#9412;    | ⓞ      | U+24DE  | 1-12-40    | &#x24DE; &#9438;    | 丸囲み   |
| 🄞      | U+1F11E | ‐          | &#x1F11E; &#127262; | ⒪      | U+24AA  | ‐          | &#x24AA; &#9386;    | 括弧付き |
| 𝐎      | U+1D40E | ‐          | &#x1D40E; &#119822; | 𝐨      | U+1D428 | ‐          | &#x1D428; &#119848; | 太字     |

## 他の表現法
| フォネティックコード | モールス符号 |
| Oscar                | －－－       |

|        |          | ⠕    |
| 信号旗 | 手旗信号 | 点字 |